# Out of Tears
Singles de The Rolling Stones
You Got Me Rocking
(1994) I Go Wild
(1995)
Pistes de Voodoo Lounge
Moon Is Up
(6) I Go Wild
(8)
Out of Tears est une chanson du groupe de rock britannique The Rolling Stones parue en 1994 dans l'album Voodoo Lounge et également en single, le troisième de l'album. Le single rencontre un succès mineur en se classant dans le top 40 dans plusieurs pays, mais se classe troisième au Canada.

## Historique et description
La chanson a été enregistrée en 1993 et 1994 dans le studio personnel de Ronnie Wood aux Sandymount Studios en Irlande et aux A&M Recording Studios à Los Angeles. La chanson est en grande partie l’œuvre de Mick Jagger, bien que créditée Jagger/Richards.

« J'avais l'habitude de dire : 'Maintenant, nous écrivons des chansons. Je vais m'asseoir à mon bureau.' Out of Tears était un peu comme ça, où je suis assis au piano dans le studio de Ronnie [Wood] en train de dire « Da da ding, da da ding ». Ensuite, vous allez l'écouter, et il y a cette très bonne humeur parce que c'est vous tout seul. Personne d'autre n'est là, et vous créez l'ambiance. Il y a une humeur très triste dans cette chanson. Les Stones sont principalement un groupe de guitare, mais je pense qu'avec une ballade, il est parfois agréable de s'éloigner de cela. Et quand une chanson est écrite sur un clavier, vous obtenez une structure mélodique différente. »

— Mick Jagger

## Liste des titres du single
1. "Out of Tears" (Don Was edit) – 4:21
2. "I'm Gonna Drive" (LP version) – 3:41
3. "Sparks Will Fly" (radio clean) – 3:14
4. "Out of Tears" (Bob Clearmountain Remix edit) – 4:21
5. "So Young" – 3:23

## Membres[3]
- Mick Jagger : chant, guitare acoustique
- Keith Richards : guitare électrique ryhtmique
- Ronnie Wood : guitare rythmique et guitare solo
- Charlie Watts : batterie
- Darryl Jones : basse
- Chuck Leavell : piano
- Benmont Tench : orgue
- Lenny Castro : percussions

## Classements

### Classements hebdomadaires
| Chart (1994–1995)                  | Peak position |
| ---------------------------------- | ------------- |
| Australie (ARIA)                   | 43            |
| Canada (Top Singles)               | 3             |
| Canada (Adult Contemporary Tracks) | 2             |
| France (SNEP)                      | 38            |
| Pays-Bas (Single Top 100)          | 37            |
| Nouvelle-Zélande (RMNZ)            | 36            |
| Écosse (OCC)                       | 33            |
| Royaume-Uni (UK Singles Chart)     | 36            |
| États-Unis (Hot 100)               | 60            |
| États-Unis (Adult Contemporary)    | 31            |
| États-Unis (Mainstream Rock)       | 14            |

### Classement annuel
| Chart (1994)                    | Position |
| ------------------------------- | -------- |
| Canada Top Singles (RPM)        | 37       |
| Canada Adult Contemporary (RPM) | 74       |